# Гугл коуд џем
Гугл Код Џем (енгл. Google Code Jam) је међународно програмерско такмичење које одржава и промовише Гугл. Такмичење је први пут одржано 2003. године коме је циљ био да привуче што више талената у области програмирања и рачунарства који би убудуће радили у Гуглу али протеклих година све више има заинтересованих такмичарских програмера који су ту само због такмичења а не због награда. Такмичење се састоји од скупа алгоритамских проблема који мораји бити решени у одређено време. Такмичари могу да користе било који програмски језик и софтверско окружење које би користили за решавање проблема, такмичари који остваре прва места су обично припремљена са одговарајућим окружењем над којим вежбају годинама и веома брзим датотекама које им помажу у неким типичним проблемима као што су ИО, структуре података.
У такмичењу 2008. гдоине, преко 11.000 студената из више од 128 земаља су се такмичили за новчане награде где је износ био чак $80.000, рачунајући и главну награду од $10.000.

## Победници протеклих година
| Такмичење | Место финала                 | Такмичари | Прво место       | Друго место       | Треће место        |
| --------- | ---------------------------- | --------- | ---------------- | ----------------- | ------------------ |
| 2016      | Њујорк, САД                  | 27,170    | непознато        | непознато         | непознатно         |
| 2015      | Сијетл, САД                  | 23,296    | Генади Корокевич | Макото Соеџима    | Брус Мери          |
| 2014      | Лос Анђелес, САД             | 25,462    | Генади Корокевич | Евгени Кепун      | Јузо Гу            |
| 2013      | Лондон, Уједињено Краљевство | 21,273    | Иван Метелски    | Васил Билецки     | Владислав Изенбаев |
| 2012      | Њујорк, САД                  | 20,613    | Јаков Пачоски    | Нил Ву            | Михајл Форишек     |
| 2011      | Токио, Јапан                 | 14,397    | Макото Соеџима   | Иван Метелски     | Јаков Пачоски      |
| 2010      | Дублин, Ирска                | 12,092    | Игор Куликов     | Ерик-Јан Кригсман | Сергеј Копеилович  |
| 2009      | Маунтин Вју, САД             | 8,289     | Тианченг Лу      | Зикао Ки          | Јоичи Ивата        |
| 2008      | Маунтин Вју, САД             | 7,154     | Тианченг Лу      | Зејуан Зу         | Брус Мери          |
| 2006      | Њујорк, САД                  | ?         | Питер Митричев   | Ying Wang         | Andrey Stankevich  |
| 2005      | Маунтин Вју, САД             | ?         | Марек Циган      | Ерик-Џан Кригзман | Питер Митричев     |
| 2004      | Маунтин Вју, САД             | ?         | Серџио Санчо     | Пу ру Лох         | Рејд Бартон        |
| 2003      | Маунтин Вју, САД             | ?         | Џими Мардел      | Кристофер Хендри  | Иган Васчиленко    |

## Резултати по земљама
| Земља        | прво место | друго место | треће место |
| ------------ | ---------- | ----------- | ----------- |
| Белорусија   | 3          | 1           | 0           |
| Кина         | 2          | 3           | 1           |
| Русија       | 2          | 1           | 5           |
| Пољска       | 2          | 0           | 1           |
| Јапан        | 1          | 1           | 1           |
| Аргентина    | 1          | 0           | 0           |
| Шведска      | 1          | 0           | 0           |
| САД          | 0          | 2           | 1           |
| Холандија    | 0          | 2           | 0           |
| Канада       | 0          | 1           | 0           |
| Украина      | 0          | 1           | 0           |
| Јужна Африка | 0          | 0           | 2           |
| Словачка     | 0          | 0           | 1           |